# Dusičnan americitý
Dusičnan americitý je radioaktivní anorganická sloučenina s chemickým vzorcem Am(NO3)3. Dusičnan americitý je rozpustný ve vodě. 

## Příprava
Dusičnan americitý lze připravit reakcí kyseliny dusičné a americia:
8 Am + 30 HNO3 → 8 Am(NO3)3 + 3 N2O + 15 H2O

## Vlastnosti
Dusičnan americitý je nejběžnější ve formě vodného roztoku. V nižších koncentracích má světle růžovou barvu a ve vyšších koncentracích má žlutou barvu. Dusičnan americitý se tepelně rozkládá na oxid americitý. 